# Dolina Iwaniacka

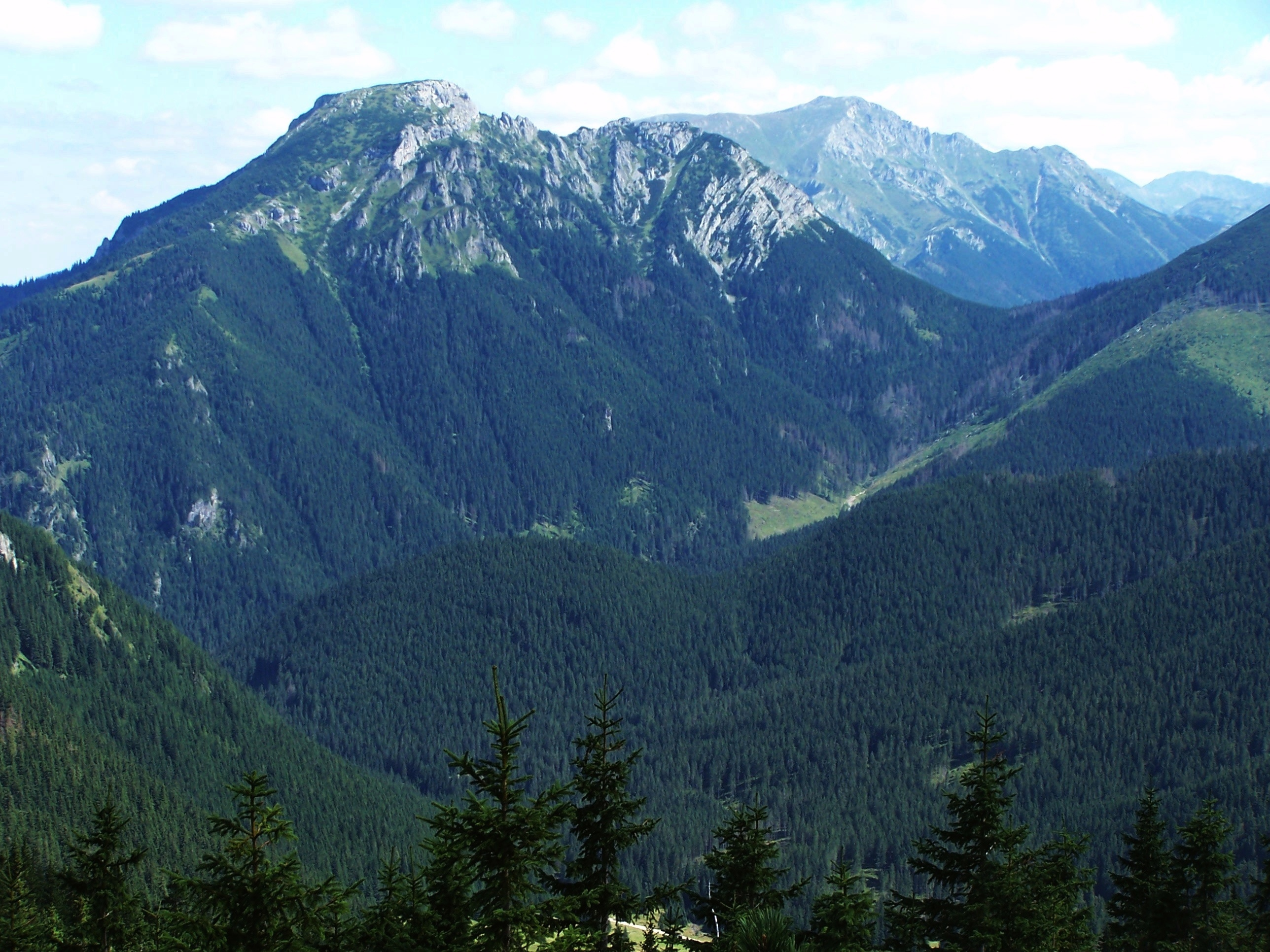
Blick vom Grześ

Die eiszeitlich durch Gletscher geformte Dolina Starorobociańska ist ein Tal in der polnischen Westtatra in der Woiwodschaft Kleinpolen. Es befindet sich auf dem Gemeindegebiet von Kościelisko im Powiat Tatrzański.

## Geographie
Das Tal ist ein Seitental des Tals Dolina Starorobociańska, das wiederum ein Seitental des Haupttals Dolina Chochołowska ist, und ist von bis zu 1829 Meter hohen Bergen umgeben, u. a. der Kominiarski Wierch. Die Felswände im Tal sind aus Kalkstein.
Das Tal fällt von Osten nach Westen von ungefähr 1829 Höhenmetern herab. Es wird vom Gebirgsfluss Iwaniacki Potok durchflossen. Die Gewässer des Tals fließen zum Teil unterirdisch.
Im Tal befinden sich zahlreiche Höhlen, unter anderem Schronisko pod Dziobem I, Schronisko pod Dziobem II, Schronisko pod Dziobem III, Schron Zachodni w Iwanówce, Szczelina w Iwanówce und Schron w Ścianie pod Szczytem. Sie sind für Touristen nicht zugänglich.

## Etymologie
Der Name lässt sich übersetzen als „Iwans Tal“.

## Flora und Fauna
Das Tal liegt oberhalb und unterhalb der Baumgrenze und wird im oberen Bereich von Bergkiefern und im unteren Bereich von Nadelwald bewachsen. Das Tal ist Rückzugsgebiet für zahlreiche Säugetiere und Vogelarten.

## Klima
Im Tal herrscht Hochgebirgsklima.

## Almwirtschaft
Vor der Errichtung des Tatra-Nationalparks im Jahr 1954 wurde das Tal für die Almwirtschaft genutzt. Danach wurden die Eigentümer der Almen enteignet bzw. zum Verkauf gezwungen.

## Tourismus
Durch das Tal führt ein Wanderweg:
- ▬ Vom Tal über den Bergpass Iwaniacka Przełęcz zur Ornak-Hütte im Tal Dolina Kościeliska